# Freak on a Leash
Freak on a Leash (с англ. — «Уродец на поводке») — коммерчески успешная песня рок-группы Korn. Песня вошла в альбом 1998 года, Follow the Leader как второй сингл и также была позже выпущена на сборнике Greatest Hits vol. 1 в 2004. Песня была переработана для акустического исполнения с вокалисткой Эми Ли из Evanescence в 2006, когда Korn появились на MTV Unplugged. Сингл получил массивную раскрутку (несмотря на провал в Billboard Hot 100) на рок-радио, MTV (от которого с недавнего времени группа начала получать сильную поддержку) и MuchMusic.
Вокалист Джонатан Дэвис рассказал, что текст песни посвящён музыкальной индустрии, эксплуатирующей музыкантов (позже группа вернулась к этой тематике в 2003 году в песне Y'All Want a Single). Трек содержит скат-пение в конце песни и битбоксинг перед проигрышем.
Песня обычно игралась во время вызова на бис на концертных выступлениях группы и использовалась в рекламе продукции Puma, после подписания соответствующего контракта.
Richard Cheese and Lounge Against the Machine сделали свинговую версию песни, которая вошла в их альбом The Sunny Side of the Moon: The Best of Richard Cheese 2006. Также Freak on a Leash одна из самых любимых песен Korn у Филди.

## Видео
Видео вышло 29 января 1999 и было создано из анимации Тодда Макфарлейна, основанной на художественном оформлении альбома Follow The Leader, смешанной с живыми кадрами выступления группы, под режиссурой Джонатана Дэйтона и Валери Фарис. Когда песня прерывается битбоксом, это немного похоже на припев песни «Chi» с альбома Korn Life Is Peachy.
В клипе показана группа детей, собравшихся на обрыве, чтобы поиграть в классики (в толпе можно увидеть музыкантов Korn, анимированных в виде детей). Охранник замечает детей, идёт к ним, но случайно спотыкается, и его пистолет, ударившись о землю, стреляет. Пуля летит в девочку, однако в этот момент вырывается за пределы нарисованного мира (при этом анимационная часть клипа превращается в постер), вылетает из постера и летит не останавливаясь, игнорируя трение и прочие силы, способные её остановить, уничтожая все, во что попадает. Пуля пролетает в нескольких миллиметрах от различных людей, но никого не убивает. Затем пуля возвращается в постер, из которого вылетела в начале, и в рисованном пространстве вновь летит в девочку, но та останавливает ее магической силой и возвращает охраннику.
Видео получило премию Грэмми в 2000 в номинации «Лучшее короткое музыкальное видео» и две премии MTV Video Music Awards (видео проходило по 9 номинациям).

## Награды
В течение нескольких лет песня получила ряд различных наград, как вскоре после выхода, так и относительно недавно. В 2000 песня получила первую «Грэмми» Korn в номинации «Лучшее короткое музыкальное видео» а также две награды на MTV Video Music Awards. В 2004 Freak on a Leash была выбрана читателями журнала Kerrang! вторым лучшим синглом всех времен. Двумя годами позже, видео на песню заняло 10-е место в списке 100 лучших видео всех времен по результатам голосования на сайте журнала Kerrang!, а также 23-е место в списке 40 Величайших Метал Произведений на канале VH1. Также песня стала хитом в Австралии, где сингл получил статус золотого с 35 тыс. проданных копий. Песня заняла 15-е место в списке самых популярных песен 1999 года в Австралийском чарте Triple J Hottest 100.

## Джонатан Дэвискомментирует значение песни
Это моя песня против музыкальной индустрии. Как я чувствую себя долбаным сутенером или проституткой. Как я выставляю себя напоказ. Я — уродец, выставляющий себя на показ, а корпоративная Америка делает на мне деньги, забирая часть меня. Это как будто они украли часть меня, они украли мою невинность и я не буду спокоен больше никогда. Я постоянно беспокоюсь.

## Список композиций
1. «Freak on a Leash» (альбомная версия)
2. «Freak on a Leash» (Dante Ross Mix)
3. «Freak on a Leash» (Freakin' Bitch Mix) (также называемый Butch Vig Mix)
4. «Freak on a Leash» (Josh A’s Beast on a Leash Mix)
5. «Freak on a Leash» (Lethal Freak Mix)

## Версия MTV Unplugged
9 декабря 2006, была записана акустическая версия песни в исполнении Джонатана Дэвиса, поющего дуэтом с Эми Ли из Evanescence, в студии MTV на Таймс-сквер, Нью-Йорк для акустического концерта Korn. Сингл появился на радио 12 января 2007, но выход сингла был отложен до 5 февраля. Видео для сингла было впервые показано 25 января 2007 на трёх музыкальных каналах: MTV, MTV2 и MTVU (последний позже разместил видео для скачивания на своём сайте). На каждом из каналов клип получил широкую ротацию.

### Чарты
| Чарт (2007)            | Пиковая позиция |
| ---------------------- | --------------- |
| Hot 100                | 89              |
| Pop 100                | 73              |
| Modern Rock Tracks     | 29              |
| Mainstream Rock Tracks | 22              |

## Культурные отсылки
- В «Симпсонах», эпизод «Stop, Or My Dog Will Shoot!», играет инструментальная версия песни когда Маленький помощник Санты ищет Гомера в кукурузном лабиринте.
- В мультсериале "OK K.O.! Let's Be Heroes", в эпизоде "Know your mom" была спародирована антагонистом Суккулентусом, озвученным солистом "Korn" Джонатаном Дэвисом.